# 小松恒夫
小松 恒夫（こまつ つねお、1925年6月30日 - 2000年12月8日）は、日本の文筆家、元朝日新聞記者。

## 来歴
長野県南安曇郡倭村氷室（現・松本市）生まれ。旧制松本中学（現・長野県松本深志高等学校）を経て松本高等学校 (旧制)理科乙類を卒業後、東京大学理学部物理学科に進学するが同文学部国文科に転部し卒業。
1952年朝日新聞社入社、「週刊朝日」記者、科学部次長、「週刊朝日」編集長を経て、1974年教育雑誌『のびのび』を創刊、1978年の休刊まで編集に参加した。
1980年『百姓入門記』で日本エッセイスト・クラブ賞受賞。1988年日野市教育委員。

## 著書
- 百姓入門記 農山漁村文化協会 1979.12　のち朝日文庫
- 教科書を子どもが創る小学校 新潮社 1982.6  改題「教科書のない小学校」
- ぼくはなぜヒマワリなのかな さ・え・ら書房 1982.6
- こよみのはなし さ・え・ら書房 1985.3 (人間の知恵)
- 羊も鳩も、ぼくらの教科書 宮崎総子共著 新潮社 1988.3

## 参考
- 『現代物故者事典2000-2002』日外アソシエーツ